# Општина Халаучешти (Јаши)
Халаучешти (рум. Hălăuceşti) општина је у Румунији у округу Јаши.
Oпштина се налази на надморској висини од 229 m.